# Ann Kiyomura
Ann Kiyomura, gift Hayashi, född 22 augusti 1955, San Mateo i Kalifornien, är en amerikansk tidigare professionell tennisspelare, med störst framgångar som dubbelspelare. 

## Tenniskarriären
Ann Kiyomura är främst känd för sin dubbeltitel i Wimbledonmästerskapen 1975. Tillsammans med japanskan Kazuko Sawamatsu vann hon oseedad, 19 år gammal, titeln genom finalseger över Francoise Durr/Betty Stöve (7–5, 1–6, 7–5).
Kiyomura vann 24 dubbeltitlar på Virginia Slims Circuit under karriären 1973–84. År 1976 vann hon fem dubbeltitlar tillsammans med Ramona Guerrant genom finalsegrar över par som Martina Navratilova/Betty Stöve (Sarasota) och Rosie Casals/Francoise Durr (Boston). Sju av övriga dubbeltitlar under karriären vann hon tillsammans med brittiskan Sue Barker.
Som singelspelare hade Kiyomura endast måttlig framgång och rankades som bäst på 31 plats (januari 1983). Hon vann en singeltitel (1984, Tokyo) genom finalseger över tyskan Bettina Bunge (6–4, 7–5).
Ann Kiyomura, som är dotter till ett japanskt par, slutade med internationell tävlingstennis 1984.

## Grand Slam-titlar
- Wimbledonmästerskapen
  - Dubbel - 1975